# 日冕

在1999年8月11日的日全食影像。在全食階段，可以用肉眼看見日冕和凸出於太陽邊緣的日珥。

日冕是環繞在太陽周圍的等離子體光環。太陽的日冕在每一次的日全食中都很容易看到；平時也可以透過日冕儀觀測。英文的冕 （corona）這個詞源自拉丁文的crown，意思是冠，再追溯則為古希臘的κορώνη（korōnè，意思為“花環、花冠”）。
太陽的日冕位於色球層上方，延伸到外層空間數百萬公里。光譜測量表明日冕中的溫度超過1000000 K，是強電離的電漿，比被稱為太陽表面的光球熱得多。
來自日冕的光有三個主要的來源，而且都來自空間中相同的區域。
K冕：源自德語的kontinuierlich，意思是連續，它是陽光經由自由電子的湯姆森散射造成的。來自光球層的可見光，在日冕中被電漿吸收產生的吸收譜線，因為強大的都卜勒致寬的擴散，使被反射的光球層吸收線完全被遮蔽掉，造成光譜的外觀呈現沒有吸收譜線的連續光譜。
F冕：因約瑟夫·夫朗和斐而得名，是由被塵埃反射的太陽光所產生，並且可以被觀測到。因為它的光包含了在原始的陽光中可以看到的夫朗和斐吸收譜線而得名。它從太陽延伸到非常大的離日度，就會被稱為黃道光。
E冕：也稱為發射冕（E為發射），是由存在日冕電漿中的離子產生的光譜發射線。它可以被觀測到是寬譜線、禁線或是熱發射線，並且是日冕成分的主要資訊來源。

## 歷史

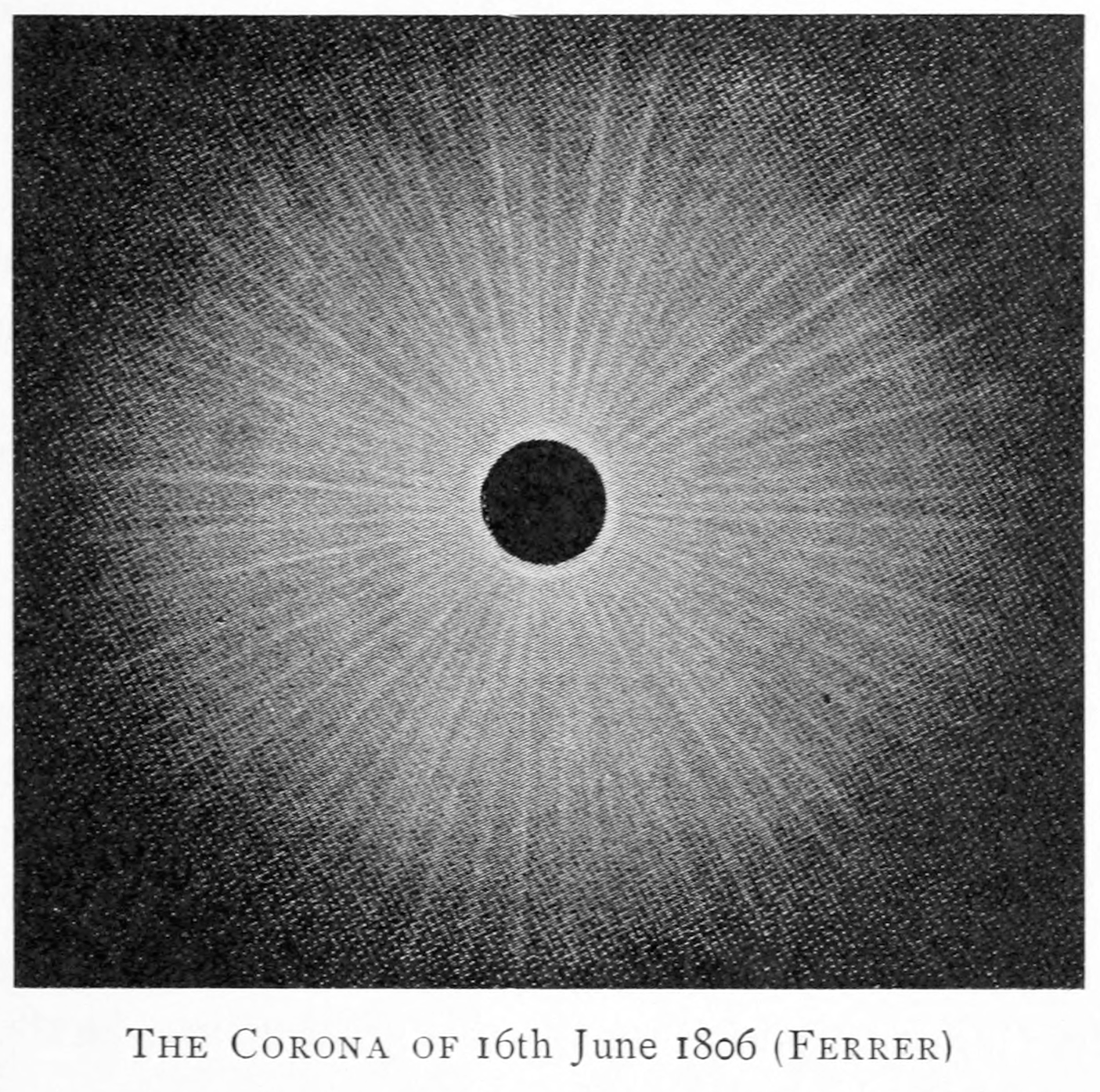
何塞·华金·德费雷尔於1806年6月16日日食在紐約金德胡克素描的日冕。

在1724年，法-義天文學家詹姆斯·馬拉爾迪認識到在日食期間可見的光環屬於太陽，而不是月球。在1809年，西班牙天文學家何塞·华金·德费雷尔創造了日冕一詞。1806年，德費雷爾依據自己在紐約金德胡克的觀測，也提出日冕是太陽的一部分，而不是月球的一部分。英國天文學家约瑟夫·诺曼·洛克耶確定太陽色球中有一種地球上未知的元素，現在該元素被稱為氦。法國天文學家皮埃尔·让森指出，日冕的大小和形狀會隨著太陽黑子週期的變化而變化。在1930年，伯納德·李奧特發明了日冕儀，能夠在沒有日全食的情況下看見日冕。在1952年，美國天文學家尤金·派克認為太陽的日冕可能是被類似閃焰，但覆蓋在整個太陽表面，微型、明亮且無以計數的納米閃焰加熱。

### 歷史上的理論
太陽日冕的高溫給了它不尋常的光譜特徵，導致在19世紀認為它包含一種以前未知的元素： ()。實際上，這些譜線特徵後來被解釋為高電荷態離子鐵（Fe-XIV或Fe13+）。本特·埃德倫，繼沃爾特·格羅特里安（1939年）之後，在1940年（觀測始於1869年）首次確認了日冕的譜線，是從高度電離的亚稳态回到低能階的基態（綠色的5303 Å 線是來自Fe13+，Fe-XIV；紅色的6374 Å 來自Fe 9 + ,Fe-X）。

## 物理性質

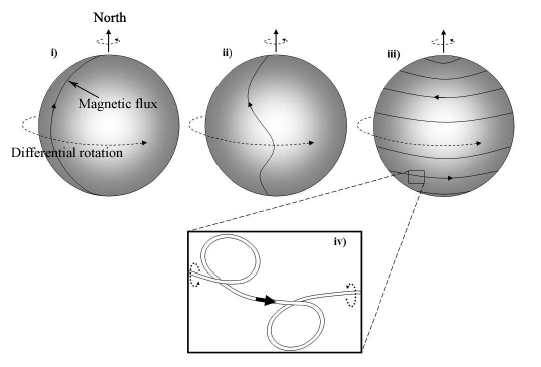
展示太陽週期中太陽磁流結構的繪圖。

太陽的日冕比可見的太陽表面要熱得多（150至450倍）：光球的平均溫度是5,800K，而日冕的是100萬至300萬K。但是，日冕的密度是光球密度的10 -12 倍，因此產生的可見光約只是光球的百萬分之一。日冕和光球被相對較薄的一層色球分隔開來。日冕加熱的確實機制仍然是有爭論的議題，其可能的機制包括後面將論述的太陽磁場和磁流體力學。由於磁場是開放的，日冕外緣不斷的流失，從而產生太陽風。
日冕在太陽表面的分布並不總是平均的。在寧靜的時期，日冕或多或少的局限在赤道的區域，冕洞覆蓋在極區的區域。然而，在活躍的時期，雖然最突出的是太陽黑子活躍區，但日冕均勻的分佈在赤道和極區。太陽週期從太陽極小期到下個極小期,大約跨越11年。由於太陽的赤道自轉的比極區快（較差自轉），太陽的磁場不斷的隨著物質紐攪，在太陽極大期時，磁場受到的糾結最為強烈，太陽黑子的活動也最為明顯。與太陽黑子相關的冕環，磁通量的迴路，是來自太陽內部的上升流。這些磁通量將較熱的光球推向旁邊，曝露出下面較冷的電漿，從而產生相對較暗的太陽黑子。
由於天空實驗室於1973年在光譜的X射線波段上拍攝到高解析的日冕，並且之後的陽光衛星和後續的其它太空儀器也都拍攝到，因此人們才知道日冕的結構千變萬化，而且複雜：不同的區域在分類上有不同的冕盤。天文學家通常會分出的區域，如下所述。

### 活躍區
活躍區是光球中連接相反磁極點的迴路，即所謂的冕環結構的集合。
它們通常分布在兩個活躍區，而這兩個活躍區與太陽赤道大致上是平行的。平均溫度在200萬至400萬K之間，而密度從每立方公分10  9 到10  10 個顆粒。

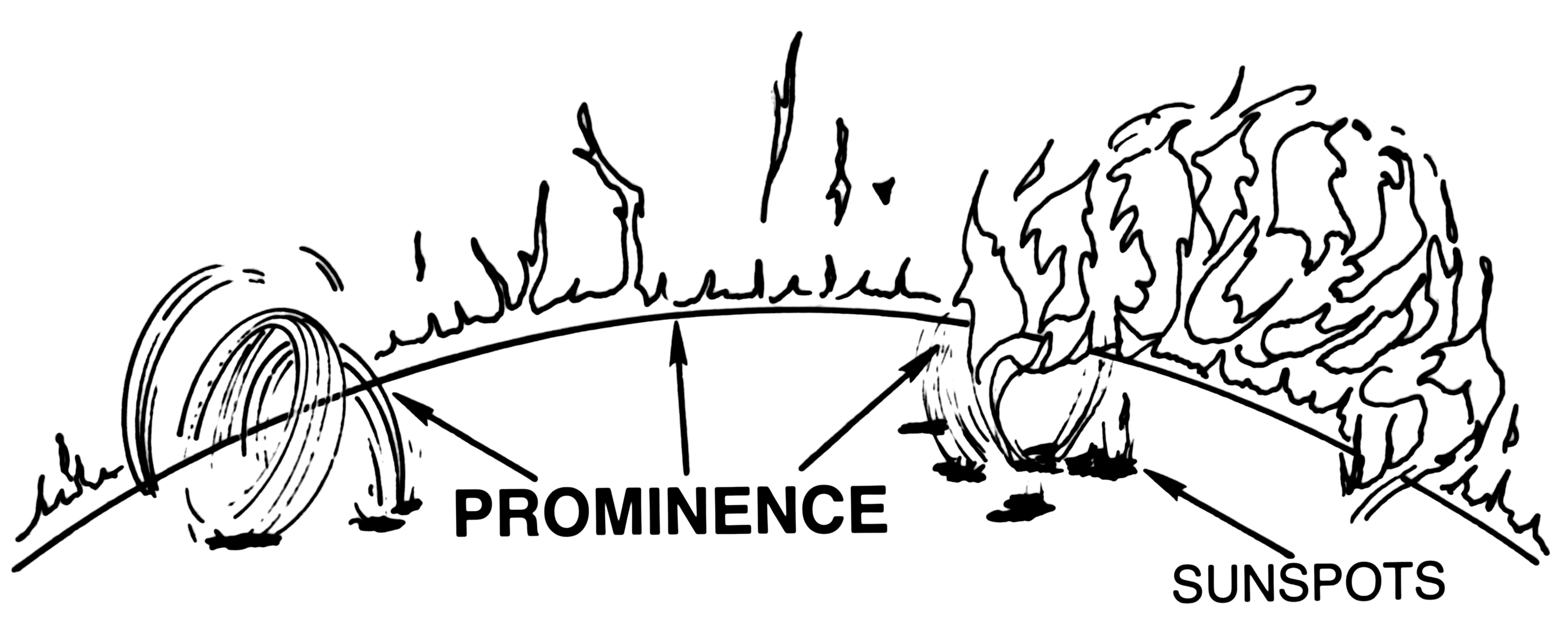
太陽日珥和太陽黑子的圖解。

活躍區涉及與磁場直接相關的所有現象，在太陽表面上不同高度的磁場引發不同的現象：太陽黑子和光斑發生在光球中，針狀體、Hα、暗條、和譜斑在色球中，日珥從色球穿越過度區，閃焰和日冕物質拋射發生在日冕和色球。如果閃焰非常猛烈，還會干擾到色球，並且產生莫爾頓波。相對的，靜態日珥是在太陽盤面上被觀察到的黑色、蛇形的Hα絲帶（看起來像暗條），是巨大、較低溫的誌密結構。它們的溫度約為5,000至8,000K，因而通常被認為是色球的特徵。
在2013年，來自高解析度日冕成像儀的圖像揭露了這些活躍區的外層內有所未知的電漿“磁性辮子”。

#### 冕環

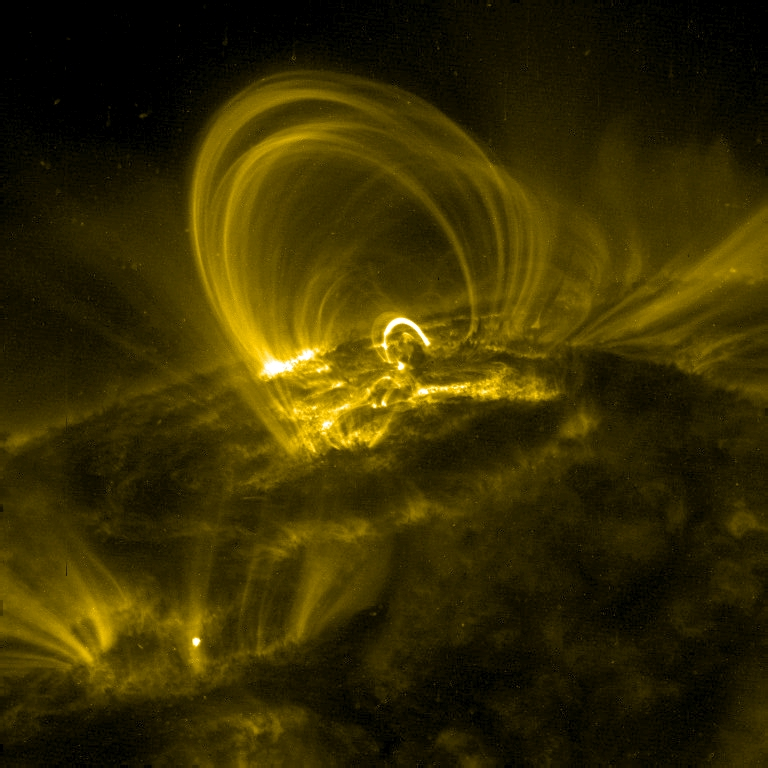
TRACE 171Å 的冕環

冕環是磁性太陽日冕的基本結構。這些環圈的是封閉性磁通量，和在冕洞區中發現的開放性磁通量的太陽風是堂兄弟。由太陽內部產生的磁通量環圈充滿了炙熱的太陽電漿。由於這些冕環區域的磁活性增強，通常是閃焰和日冕物質拋射（CME）的前兆。
這些餵飽冕環的太陽電漿，從溫度低於6000K的光球，經過過渡區進入日冕時，已經被加熱至106K。通常情況下，這些電漿會因為壓力差從一個點，稱為足點（虹吸或由於其它因素驅動的不對稱流），排放至另一個點。
當電漿由足點上升到環圈頂端時，就像緻密的閃焰初始階段總會發生的那樣，被定義為色球蒸發。當電漿迅速冷卻並落回光球時，它被稱為色球凝聚區。也可能有從兩個足點對稱的流動，造成物質在環圈結構中的累積。電漿可能在這樣的區域迅速冷卻（因為熱不穩定），它黑暗的暗條與太陽盤面或邊緣的日珥形成明顯的對比。
冕環的生命期可能能以秒（在閃焰事件的情況下）、分鐘、小時或天的等級來排序。當冕環的能量來源和支出能平衡的情況下，冕環可以持續很長的時間並被稱為穩態 (系統)或靜止冕環（例子）。
冕環對我們理解當前的日冕加熱問題非常重要。冕環是電漿的高度輻射源，因此TRACE等儀器很容易觀察到。但因為這些都是在遠端觀測，結構都有模糊之處（即沿視線傳播貢獻的輻射），因此日冕加熱的解釋仍然有問題存在。現場的測量是必要的，只有這樣才能得到明確的答案。但由於日冕電漿的高溫，"現場"測量在目前是不可能的。目前NASA進行的派克太陽探測器將更密切的接近太陽，也只能夠在較接近的距離進行觀測。

(A)是冕環連接相對的磁極；(B)是單一磁極的冕洞區域。

#### 大型結構
大型結構是非常長的弧線，可以跨越四分之一以上的太陽盤面，但包含的電漿密度低於活躍區域的冕環。
它們最早是在1968年6月8日的火箭飛行期間的閃焰觀測中被發現的。
日冕的大型結構在11年的太陽週期間會發生變化，在太陽磁場幾乎類似雙極結構（加上四極成分）的極小期時，變得特別簡單。

#### 活躍區互連
活躍區互連 是不同活躍區域的相對磁場的弧形連接區。這些結構的重大變化往往是在閃焰發生之後看到的。
類似的其他特徵是盔狀流 －大型的類似冠狀結構日冕，具有長的尖峰，通常覆蓋著太陽黑子和活躍區域。冕流被認為是慢速太陽風的來源。

#### 長絲腔

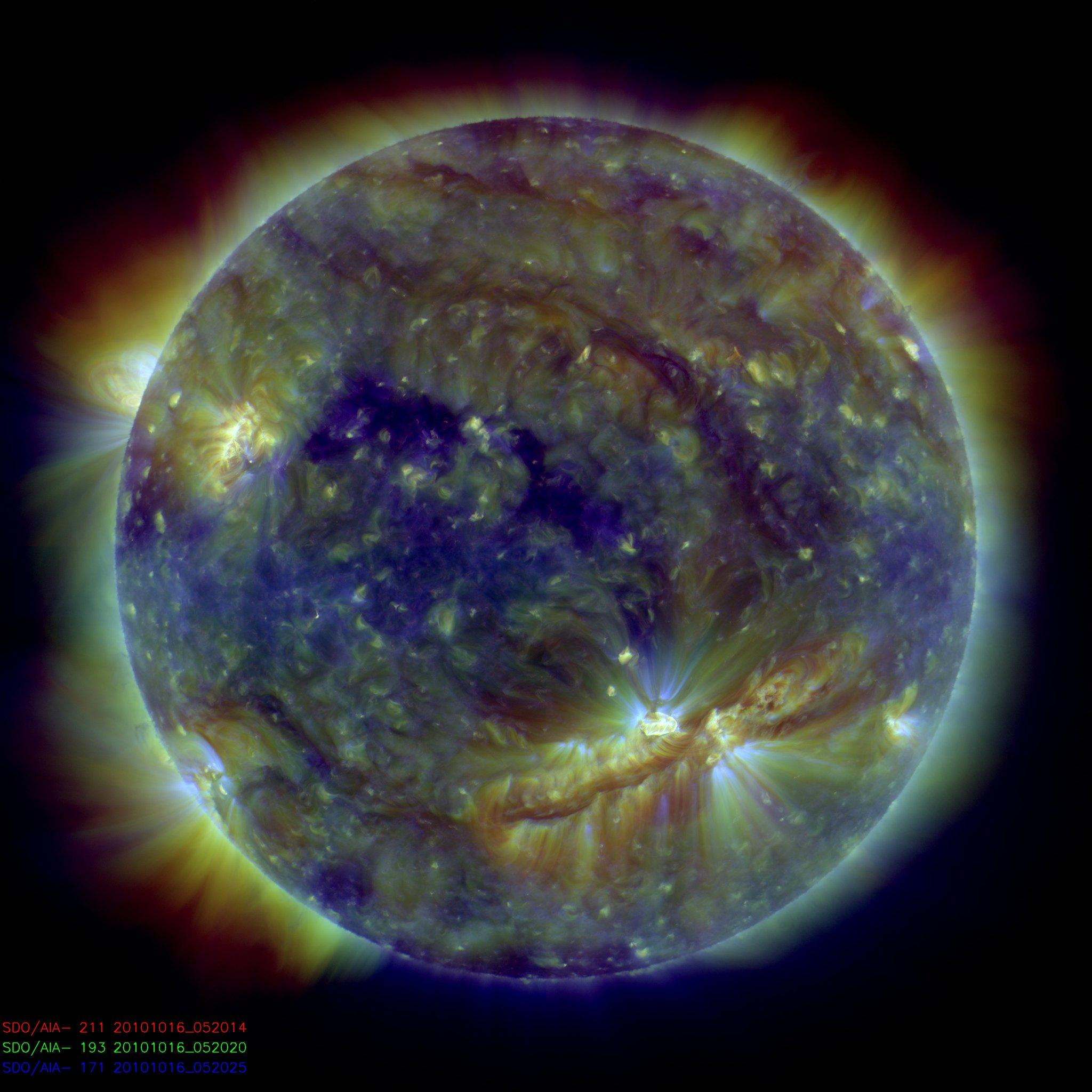
SDO在2010年10月16日拍攝的圖像。在太陽的南半球可以看到一個很長的長絲腔。

長絲腔是在X射線中看起來很暗的區域，位於色球中觀察到的hα長絲區域之上。是在1970年的兩次火箭飛行中首次觀察到的，這次的火箭飛行也觀測到了冕洞。
長絲腔是由磁力懸浮在太陽表面上方較冷的氣體雲（電漿）。這些區域是強磁場區，因為沒有熱電漿，在圖像中看起來很暗。事實上，磁壓和電漿壓力的總和在太陽圈上的任何地方都必須是恆定的，有一個平衡的配置：在磁壓高的地方，電漿必須較冷或密度較低。電漿壓力可以透過理想氣體的狀態方程計算{\displaystyle p=nK_{B}T}，此處的{\displaystyle n}是粒子數，, {\displaystyle K_{B}}是波茲曼常數，和{\displaystyle T}是電漿的溫度。從方程，當電漿溫度相對於周圍區域的溫度降低，或強磁場區清空時，電漿壓力會降低。同樣的物理效應使太陽黑子在光球中顯得黑暗。

#### 亮點
亮點是在太陽盤面上發現的小活躍區域。在1969年4月8日的一次火箭飛行中首次探測到X射限亮點。
亮點覆蓋在太陽表面的百分比隨太陽週期的不同而變化，與磁場的小雙極區域有關。其平均溫度範圍從1.1x106 K至3.4x106 K，溫度的變化通常與X射線輻射的變化有關。

### 冕洞
冕洞因為不會輻射出太多的X射線，在X射線中看起來是很暗的極地區域。它們是太陽上的廣闊區域，那裡的磁場是向行星際空間開放的單極。高速太陽風主要來自這些區域。
在冕洞的紫外線影像中，一些類似於拉長氣泡的小結構經常看起來像是懸浮在太陽風中。這些是冕羽流，更確切的說，它們是從太陽的南北兩極向外投射出來的細長絲帶。

### 寧靜太陽
不屬於活躍區域和冕洞的太陽區域通常被認定是寧靜太陽。
赤道區域自轉的比極區快，這種較差自轉的結果是活躍區域總是成對的出現在與赤道平行的區帶中。它們在每個太陽週期的極大期間擴展與增加，而在極小期時幾乎消失不見。因此，寧靜太陽總是與赤道區重合，其表面在太陽活動的極大期間也不太活躍。接近太陽週期（也稱為蝴蝶週期）的極小期時，寧靜太陽的範圍會擴展與增加，直到覆蓋整個太陽盤面，但是要排除半球上的那些亮點和有冕洞的極區。

## 日冕的變異性
對日冕主要結構特徵的動態分析指出，日冕的特徵是多樣化的，在它們之間主要結構的演變也非常不同。研究日冕變化的複雜性很不容易，因為不同結構的演化時間就會有很大的差異：從秒到數個月都有。日冕事件發生區域的典型大小也有相同方式的變化，如下表所示。
| 日冕事件         | 典型的時間尺度   | 典型的長度尺度（Mm） |
| ---------------- | ---------------- | -------------------- |
| 活躍區閃焰       | 10至10,000秒     | 10–100               |
| X射線亮點        | 數分鐘           | 1–10                 |
| 大型結構中的瞬變 | 從數分鐘至數小時 | 〜100                |
| 互連弧中的瞬變   | 從數分鐘至數小時 | 〜100                |
| 寧靜太陽         | 從數小時到數月   | 100–1,000            |
| 冕洞             | 數次自轉         | 100–1,000            |

### 閃焰

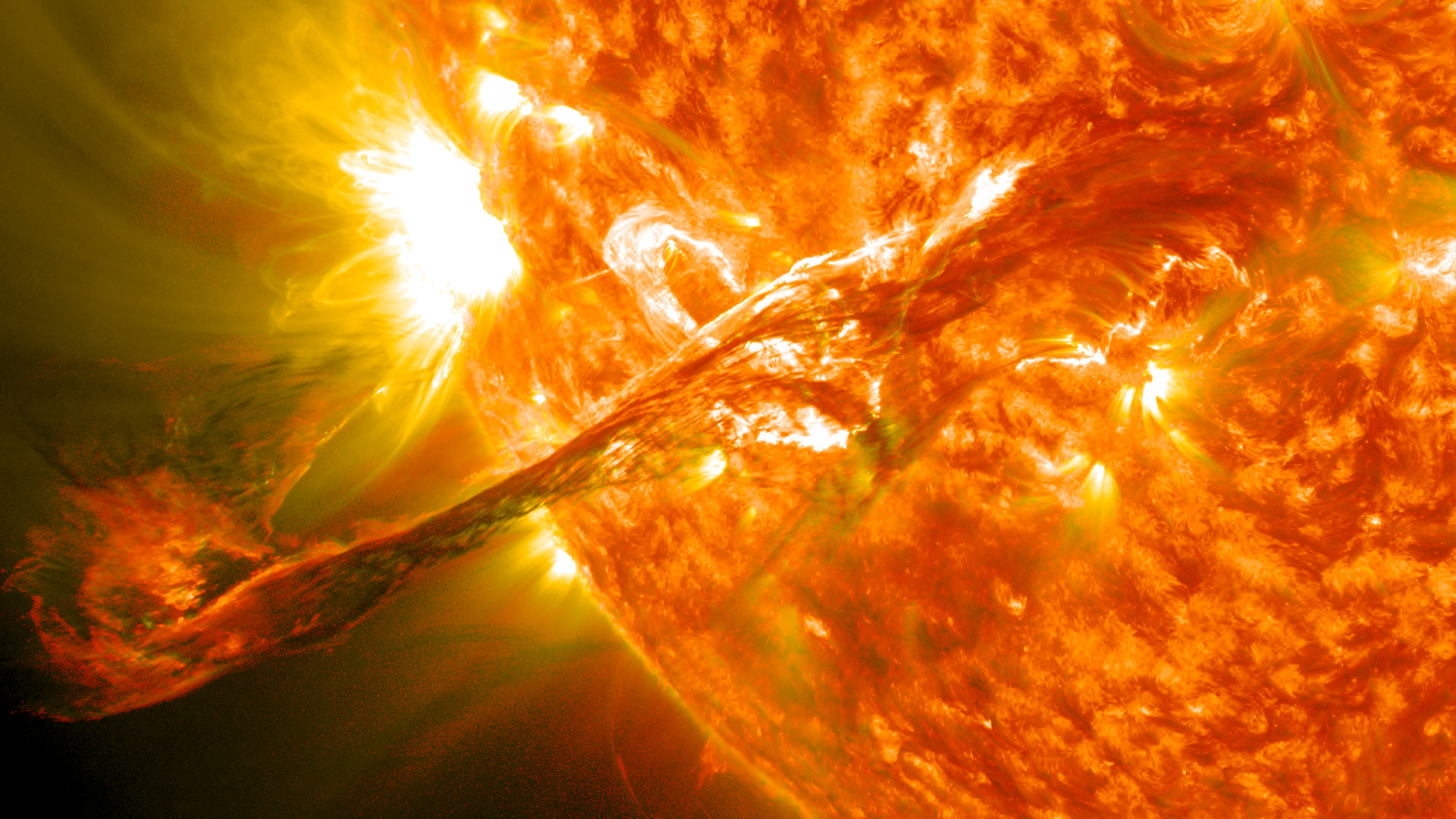
一直在太陽外大氣層中盤旋的物質，日冕，在2012年美國東部時間下午4:36的爆發。

閃焰發生在活躍地區，其特徵是來自日冕小地區發射的通量突然增加。它們是非常複雜的現象，在許多的波段中都可以觀察到；它們涉及太陽大氣的好幾個區域和許多物理效應：熱和非熱的，有時會有廣泛的磁重連和物質排出。
閃焰是脈衝現象，平均的持續時間約為15分鐘，但能量最強的事件可以持續數小時。閃焰會產生快速的密度增加和高溫。
白光閃焰很少發生和被觀測到：通常的情況下，閃焰只在極紫外線和X射線的波段被觀測到，是典型的色球和日冕發射。
在日冕中，閃焰的型態是由紫外線、軟和硬X射線以及hα波長的觀測來描述，並且非常複雜。但是，可以區分出兩種基本結構：
- 緻密型閃焰：當事件發生時，兩個拱弧之一會保持其形態。在沒有顯著結構變化的情況下，能觀察到排放的增加。發射能量的數量極約為1022至 1023焦耳。
- 持續長時間閃焰：與日珥的爆發、白光和雙帶閃焰的瞬變有關[19]。在這種情況下，磁環會在事件其間更改其配置。這些閃焰發出的能量很高，可以達到1025焦耳。

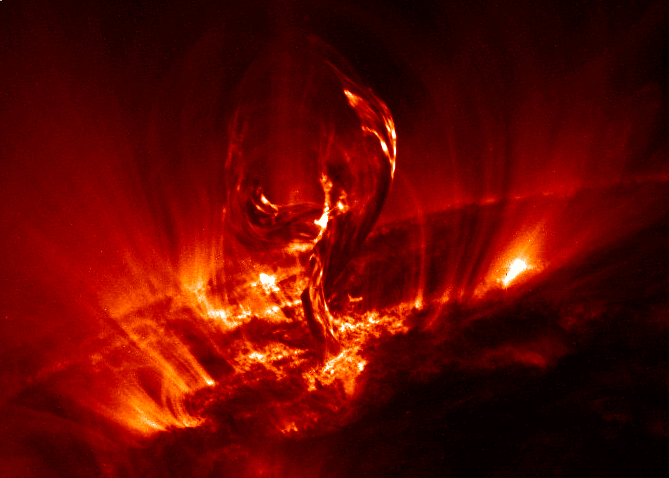
在閃焰期間噴發的長絲。是TRACE以EUV波長觀測到的。

至於時間動力學，通常區分三個不同的階段，其持續時間是不可比較的。這些週期的持續時間取決於用於觀察事件的波長範圍：
- 初始脈衝階段：其持續時間約為數分鐘，即使在微波、EUV波長、和硬X射線頻率中，也經常能觀測到強能量的發射。
- 極大階段
- 衰減階段：可能會持續數小時。.

有時在閃焰發生之前也有一個階段可以被觀測到，通常稱為"預閃焰"階段。

### 瞬變
伴隨著閃焰或大型日珥，有時也會釋出"日冕瞬變"（也稱為日冕物質拋射）。這些是日冕物質的巨量回圈，以超過100萬公里的時速從太陽向外傳播，其所釋出的能量大約是閃焰或伴隨它們的日珥能量的10倍。一些更巨大的拋射可以每小時150萬公里的速度將數億噸的物質拋進太空。

## 星冕
星冕對在赫羅圖低溫區部分的恆星是無處不在的,可以用X射線望遠鏡檢測到這些星冕。有些星冕，特別是年輕的恆星，比太陽的明亮許多。例如，變星中的后髮座FK型變星的原型，后髮座FK變星。這些是有異常高速自轉和極端活動跡象，光譜類型為G和K的巨星。它們的星冕X射線是最明亮的（Lx ≥ 1032 爾格·秒−1或1025瓦），並且是已知最熱的，主體溫度高達400萬K。
朱塞佩·瓦伊亞納和他的小組與使用愛因斯坦天文台進行的天文觀測計畫顯示F、G、K、和M恆星都有色球，並且有和太陽很像的星冕。
表面沒有對流層的O-B恆星，具有很強的X射線發射。然而，這些恆星沒有星冕，但因為快速移動的氣體團塊存在著熱不穩定性，在這樣的衝擊下導致恆星外層發射出X射線。另外，A型恆星也沒有對流層的，但是它們不會發射出紫外和X射線的波長。因此，他們既沒有色球，也沒有星冕。

## 日冕的物理

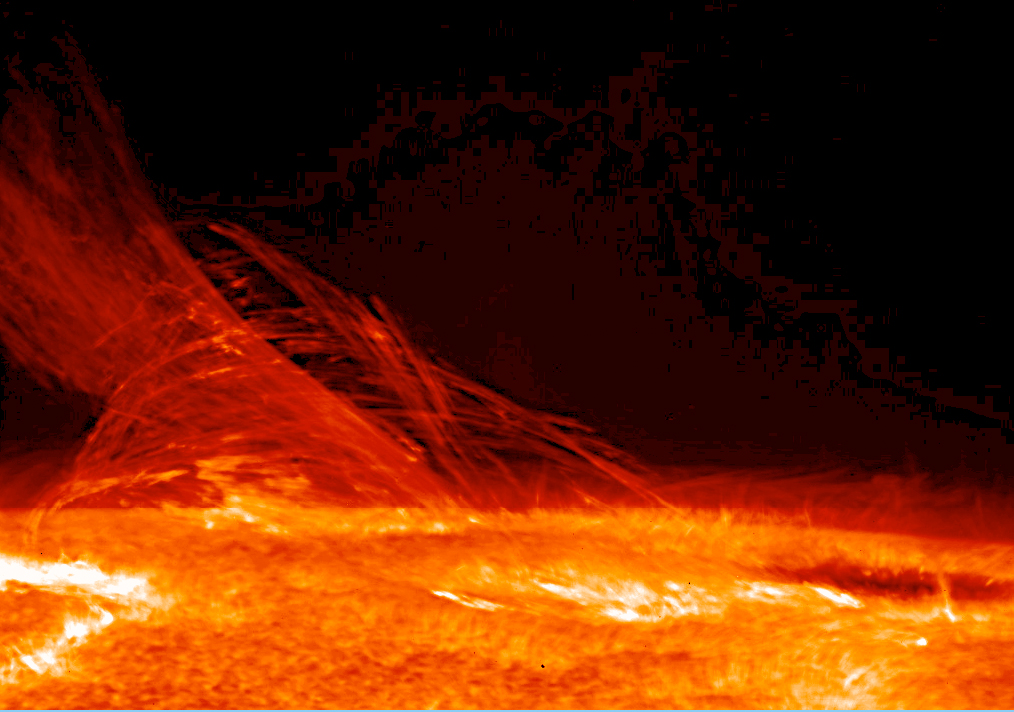
這張圖片是日出號衛星在2007年1月12日拍攝的影像，揭露了日冕的絲狀性質。

太陽大氣外部的物質大部分都是電漿的狀態，處於非常高的溫度（數百萬K的高溫）和非常低的密度（約10  15 粒子/m3）。
根據電漿的定義，它是一個準中性粒子集合表現出的一種集體行為。
這種成分與太陽內部的組成相似，主要是氫，但電離程度遠遠高於光球中發現的。較重的金屬，如部分電離的鐵，且失去了大部分的電子。化學元素的電離狀態嚴格取決於溫度，並由最低層大氣中的薩哈方程調節，但要由低光薄日冕中的碰撞來平衡。從歷史上看，由於存在高度電離狀態鐵原子發射的明線光譜，可以確定日冕電漿的高溫，而且日冕明顯的比內部的色球要熱得多。
日冕的行為就像一種非常熱又非常輕的氣體：在活躍區域，日冕中的壓力通常只有.01到.06帕；而在地球上，大氣壓力通常是1,000百帕，大約比太陽表面高了約100萬倍。然而，它並不是氣體，而是以不同速度運動的自由帶電粒子（基本上是電子和質子）組成。假設它們具有相同的平均動能（依據能量均分定理），電子的質量大約是質子的1,800分之一，因此它們獲得更高的速度，而金屬離子總是較慢。這一事實對輻射的過程（與光球輻射過程大不相同）或熱傳導都會產生相關的物理結果。此外，電荷的存在會導致電流和高磁場的產生。磁流體力學波（MHD波）也可以在電漿中傳播，然而還不清楚它們適合在日冕中生成和傳輸。

### 輻射
日冕的輻射主要是X射線，但只能在太空中觀測到。
電漿對自身和下層的輻射是透明的，因此我們說它是"光學薄"的。事實上，氣體本身也非常稀薄，光子的平均自由路徑超越了包括日冕特徵的典型大小等一切的尺度。
由於電漿粒子之間的兩兩互撞過程，發生輻射的地方不同，而與光子的交互作用則來自下層；這是非常罕見的。
因為發射是源自電子和離子之間的碰撞，所以單位時間中在單位體積內因碰撞所釋放的能量與單位體積中粒子的平方數成正比，或者更確切的說，是與電子密度和質子密度的乘積成正比。

### 熱傳導

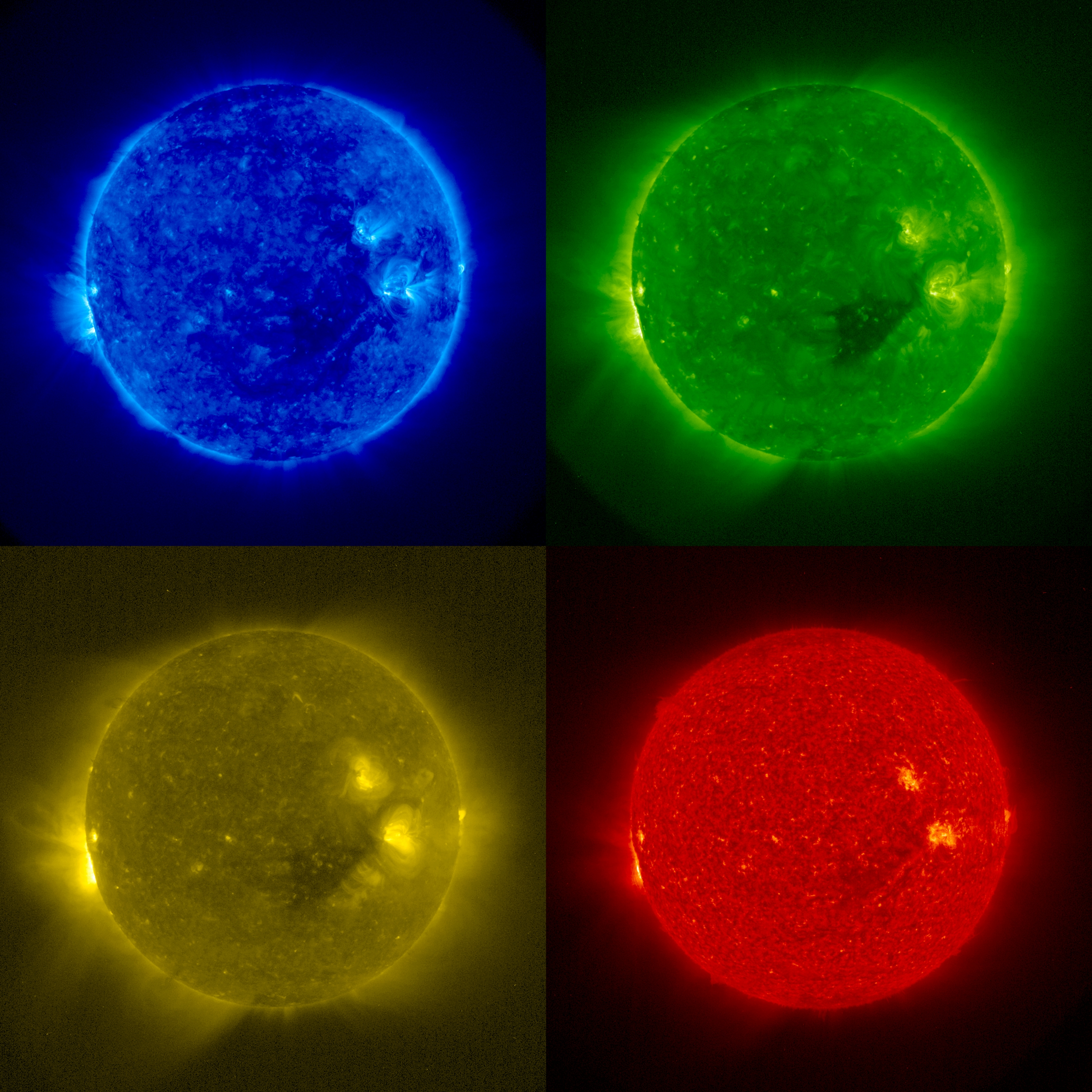
STEREO在2006年12月4日以及紫外線拍攝的馬賽克影像。這些假色影像顯示出不同溫度範圍的太陽大氣。從左上角順時針依序為：100萬°C（171 Å—藍色）、150萬度(195 Å—綠色）、60,000–80,000 °C（304 Å—紅色）、和250萬°C (286 Å—黃色)。.

STEREO– 第一張慢動作動畫。

日冕的熱傳導是外部較熱的大氣像內部冷卻層方向進行，負責熱傳導過程的是電子。如上所述，它們比離子輕得多，移動速度更快。
當存在磁場時，電漿的熱導率是在與場線平行的方向上，而不是在垂直方向上。在垂直於磁場線方向上運動的帶電粒子受到洛伦兹力的影響，該粒子的運動平面與速度和磁場各自所在的平面是正交的。這個力彎曲了粒子的路徑。一般情況下，由於粒子沿磁場方向也有速度分量，洛伦兹力限制它們迴旋加速器的頻率下沿著磁場線彎曲和呈螺旋移動。
如果粒子之間的碰撞非常頻繁，它們就會分散在各個方向。這種情況發生在光球中，電漿在其運動中攜帶著磁場。相對的，在日冕中的平均自由路徑大約為數公里甚至更長，因此每顆電子在被碰撞散射之前，能進行一段螺旋的運動。因此，沿著磁場線的熱傳導得到增強，而在垂直方向上受到抑制。
在磁場的縱向方向上，日冕的導熱係數是
{\displaystyle k=20\left({\frac {2}{\pi }}\right)^{3/2}{\frac {\left(k_{B}T\right)^{5/2}k_{B}}{m_{e}^{1/2}e^{4}\ln \Lambda }}\approx 1.8~10^{-10}~{\frac {T^{5/2}}{\ln \Lambda }}~Wm^{-1}K^{-1}}
此處的{\displaystyle k_{B}}是波茲曼常數，
{\displaystyle T}是絕對溫度，
{\displaystyle m_{e}}是電子質量，
{\displaystyle e}電子的電量，
{\displaystyle \ln \Lambda =\ln \left(12\pi n\lambda _{D}^{3}\right)}
庫倫對數，和
{\displaystyle \lambda _{D}={\sqrt {\frac {k_{B}T}{4\pi ne^{2}}}}}
與電漿粒子密度相關的得拜常數{\displaystyle n}。
在平均溫度100萬K，密度為1015粒子/m3的日冕，庫倫對數{\displaystyle \ln \Lambda }大約是20；溫度約為10萬K，粒子密度為1018粒子/m3的色球，庫倫對數大約是10，。在實務中可以假定它是常數。
如果我們用{\displaystyle q}取代J m−3表示單位體積的熱量，那麼導熱的傅立葉方程就只能沿著場線的方向{\displaystyle x}計算，變成
{\displaystyle {\frac {\partial q}{\partial t}}=0.9~10^{-11}~{\frac {\partial ^{2}T^{7/2}}{\partial x^{2}}}}.
數值計算表明，日冕的導熱係數與銅相當。

### 日冕地震學
日冕地震學是使用磁流體動力學波研究日冕電漿的新方法。 磁流體力學研究的是導電流體的動力學 －在這種情況下，流體是日冕電漿。就哲學而言，日冕地震學類似於地球的地震學、太陽的日震學、和實驗室電漿體的MHD光譜。在所有的這些方法中，用各種的波來探測介質。日冕地震學在估計日冕磁場、密度、大氣標高、精細結構和加熱等方面的潛力，已被不同的研究小組證實。

## 日冕加熱問題
太陽物理學的日冕加熱問題與為什麼日冕的溫度比表面高數百萬K有關。因為熱力學第二定律阻止熱量直接從只有5,800K太陽光球（表面）流向溫度高達100萬K〜300萬K的日冕（部分可達1,000萬K），因此日冕的高溫需要能量通過非熱過程從太陽的內部輸送。
在光球和日冕之間，有一個稱為過渡區的薄層，是溫度升高的區域。它的厚度只有數十至數百公里不等。因為不能違反熱力學第二定律，能量不能通過常規從較冷的光球轉移到日冕傳送。一個類比的例子是燈泡，會把周圍的溫度提升到比玻璃表面還要高的溫度。因此，在日冕的加熱過程中，還必須考慮到其它的能量傳遞方式。
加熱太陽日冕所需要的功率可以很容易地計算為日冕輻射損耗與以熱傳導從色球通過過渡區之間的差。這大約是在色球上每米平方1千瓦，或是從太陽表面逃逸光能量的1/40,000。
許多日冕加熱的理論曾經被提出來，但是只有兩種理論是最有可能的候選者：波加熱和磁重聯（或毫微閃焰）。然而，在過去50年的大部分時間裡，這兩種理論都未能解釋極端的日冕溫度。
在2012年，高解析（<0.2”）的軟X射線影像與探空火箭的高解析度日冕成像儀揭示了日冕中有緊密纏繞的辮子。這被推測認為辮子的解開和重新連結可以做為活躍太陽日冕加熱至高達400萬K的主要能量來源。在寧靜日冕（150萬K）的主要熱源被認為來自MHD波 。
NASA的派克太陽探測器任務打算接近太陽制約9.5太陽半徑的距離，以研究日冕加熱和太陽風的起源。它已於2018年8月12日成功發射，目前已經離開地球並飛掠過金星，進入第一階段的軌道。
| 加熱模式                  | 加熱模式                                               | 加熱模式                                                   |
| 流體力學                  | 磁                                                     | 磁                                                         |
| ------------------------- | ------------------------------------------------------ | ---------------------------------------------------------- |
| - 無磁場 - 緩慢旋轉的恆星 | DC (重連結)                                            | AC (波)                                                    |
| - 無磁場 - 緩慢旋轉的恆星 | - 磁場應力 - 重連結事件 - 閃焰-毫微閃焰 - 均勻的加熱率 | - 光球足點滑移 - MHD波傳播 - 高阿爾文波流 - 不均勻的加熱率 |
|                           | 競爭的理論                                             |                                                            |

### 波加熱理論
波加熱理論是葉夫裡·沙茨曼在1949年提出的，他認為波攜帶能量從太陽內部傳遞至色球和日冕。太陽是由電漿，而不是普通的物質組成的，因此他支援幾種類似於空氣中聲波的波。最重要的波是磁聲波和阿爾文波這兩種類型。磁聲波是因應磁場的存在而修改的聲波，阿爾文波類似於超低頻無線電波，這是經過修改的聲波，能通過與電漿中物質的交互作用而傳播。這兩種類型的波都可以通過光球層的米粒組織和超米粒組織的湍流來發射，並且在在成為激波將能量以熱的形式釋放之前，通過太陽大氣層的一段距離。
波加熱的一個問題是如何將熱量傳遞到適當的地方。因為色球中存在的低壓，磁聲波不能攜帶足夠的能量到日冕，以及它們往往會被反射回光球。阿爾文波可以攜帶足夠的能量，但一旦進入日冕，就不能足夠迅速地耗散能量。眾所周知，在電漿中的波很難理解、描述和分析，但由湯瑪斯·柏格丹和他的同事們在2003年進行的電腦模擬，似乎表明阿爾文波可以轉化為日冕底部其他模式的波。這提供了一個通道，可以通過色球和過渡區從光球攜帶大量能量進入日冕，最後在日冕以熱的形式耗散能量。
波加熱的另一個問題是，直到20世紀90年代的末期，還沒有任何直接的證據顯示波可以在日冕中傳播。第一個直接觀測到波在日冕中傳播的是太陽和太陽圈探測器，在1997年使用及紫外線完成的。太陽和太陽圈探測器是能在太空中承擔長時間穩定[[光度測定 (天文學)]測光]]的平台。這個波是頻率約為1毫赫茲（MHz相當週期1,000秒），但只攜帶日冕所需能量的10%左右。現在已經觀測到存在許多局部的波，例如閃焰發射的阿爾文波。但這些現象都是瞬態的，不能解釋均勻的日冕高熱。
目前還不清楚需要多少的波才能加熱日冕。使用太陽過渡區與日冕探測器（TRACE）在2004年公布的結果，似乎顯示太陽大氣中存在頻率高達100mHz（週期10秒）的波。使用太陽過渡區與日冕探測器的超紫外線日冕儀（UVCS，UltraViolet Coronagraph SpectrometerMeasurements）測量太陽風中不同離子的溫度，提供了有力的間接證據，證明有200Hz到人耳聽力範圍頻率的波存在。這些波在正常情況下很難被探測到，但來自威廉士學院的研究小組在日食期間收集的證據表明，存在1-10Hz範圍的這種波。
最近，在較低的太陽大氣中發現了阿爾文波的運動，並且使用太陽動力學天文台的大氣成像組件（Atmospheric Imaging Assembly，AIA）在寧靜太陽、冕動和活躍區都觀測到。這些阿爾文振盪有很大的力量，似乎與早先日出號報告的色球阿爾文振盪有所關聯。
風 (太空船)最近的太陽風觀測證據，也支持阿爾文循環耗散理論導致局部離子加熱。

### 磁重聯理論

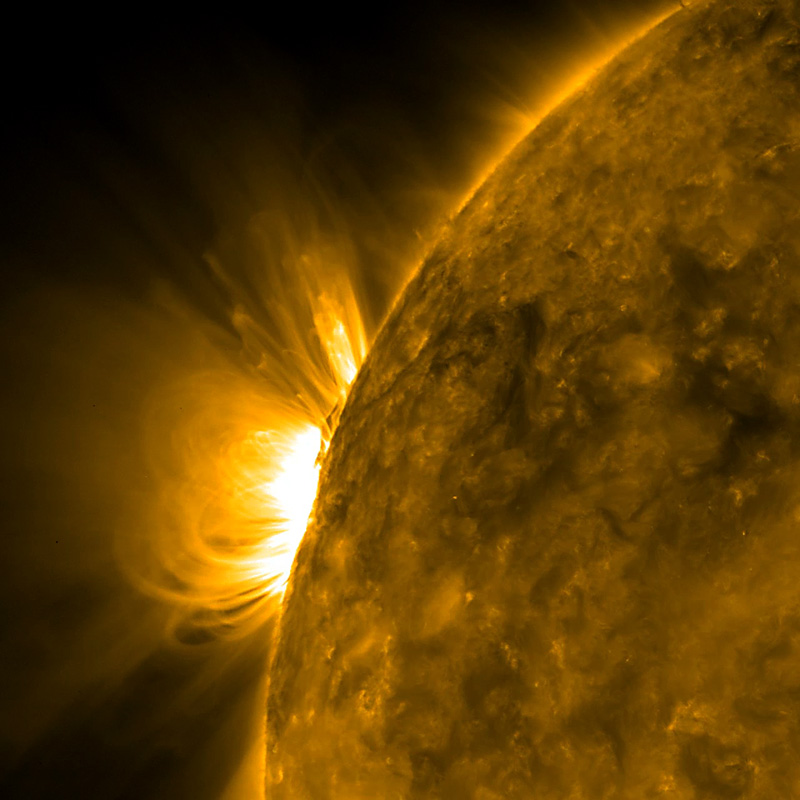
太陽動力學天文台拍攝的活躍區弧。

磁重聯理論依賴太陽磁場在日冕中產生電流。隨後，電流突然崩潰，釋放出能量成為日冕中的熱量和波能量。因為磁場在電漿（或任何導電流體，如汞或海水）的特殊行為，此一過程稱為"重聯"。在電漿中，磁場線通常與單個物質塊相連，因此磁場的拓樸保持不變：如果一個特定的南北磁極由一條單線連結，那麼即使電漿被攪動或著磁體被移動，該場線將繼續連接這些特定的極點。聯結由電漿中產生的電流維持。在一定的條件下，電流會崩潰，讓磁場"重聯"到其它的磁極，並載此過程中釋放熱量和波能量。
磁重聯被假設為太陽系中最大的爆炸，太陽閃焰背後的機制。 此外，太陽表面覆蓋著數以百萬計，尺度在50-1,000公里的小磁化區域。這些小磁極是不斷攪動和衝撞的米粒組織。太陽日冕中的磁場必須經過幾乎恆定的重聯，以匹配這些"磁性地毯"的運動，因此重聯釋放的能量是四免加熱最自然的候選物質，也許是一系列的"微閃焰"，各自提供很少的能量，但整體累積得到所需的能量。
尤金·派克在20世紀的80年代提出奈米閃焰可能會加熱日冕，但仍有爭議。特別是，紫外線望遠鏡，如太陽過渡區與日冕探測器和太陽和日光層天文台/EIT可以在級紫外線下觀察到單個微閃焰的亮光但這些事件似乎太少，但這些事件似乎太少，無法解釋釋放至日冕中的能量。這沒有考慮到可以由波能量來彌補額外的能量，也可以由比微閃焰更平穩釋放能量的磁重聯來彌補，因此在太陽過渡區與日冕探測器的資料中不會好好地呈現出來。用其它機制來改變微閃焰磁場或釋放能量，是2005年積極研究的課題。

### 針狀體（第二型）
幾十年來，研究人員認為針狀體可以將熱量送入日冕。然而，經過20世紀80年代的觀測，發現針狀體電漿沒有達到日冕的溫度，因此這個理論不受重視。
靠著在科羅拉多州的"國家大氣研究中心"與"洛克希德·馬丁的太陽和天體物理實驗室"（LMSAL）和奧斯陸大學的"理論天體物理學院"在2007年發現一種新型的針狀體（第二型）。它的速度更快（100Km/s），壽命更短，在2010年的研究可以解釋這個問題。這些噴射將炙熱的電漿插入太陽外部的大氣中。
因此，從今以後可以預期對日冕有更多的了解，對太陽隊地球高層大氣微妙影響的瞭解也會得到改善。在美國國家航空暨太空總署（NASA）最近發射的太陽動力學天文台上的大氣成像組件，是接續NASA在日本日出號衛星上的太陽光學望遠鏡配置的焦平面機組，用來測試這種假設。新的儀器有較高的空間和瞬態解析度揭示了這種日冕物質的供應。
這些觀測揭示了加熱到數百萬度的電漿與插入日冕的針狀體間一對一的聯繫。

## 進階讀物
- Thorsten Dambeck: Seething Cauldron in the Suns's Furnace[], MaxPlanckResearch, 2/2008, p. 28–33
- B. N. Dwivedi and A. K. Srivastava Coronal heating by Alfvén waves （页面存档备份，存于） CURRENT 296 SCIENCE, VOL. 98, NO. 3, 10 FEBRUARY 2010, pp. 295–296

## 外部連結
- NASA description of the solar corona
- Coronal heating problem at Innovation Reports （页面存档备份，存于）
- NASA/GSFC description of the coronal heating problem（页面存档备份，存于）
- FAQ about coronal heating （页面存档备份，存于）
- Solar and Heliospheric Observatory, including near-real-time images of the solar corona （页面存档备份，存于）
- Coronal x-ray images from the Hinode XRT （页面存档备份，存于）
- nasa.gov Astronomy Picture of the Day July 26, 2009 （页面存档备份，存于） – a combination of thirty-three photographs of the sun's corona that were digitally processed to highlight faint features of a total eclipse that occurred in March 2006
- Animated explanation of the core of the Sun （页面存档备份，存于） (University of South Wales)
- Animated explanation of the temperature of the Corona （页面存档备份，存于） (University of South Wales)
- Space,time,matter and vacuum: The Solar Corona. A sign of Quantum Gravity?(Spanish)
- Alfvén waves may heat the Sun's corona
- New Clue May Solve Solar Mystery （页面存档备份，存于）
- The Origins of Hot Plasma in the Solar Corona （页面存档备份，存于）
- Solar Interface Region – Bart de Pontieu (SETI Talks) Video （页面存档备份，存于）